# Lévis-Saint-Nom
Lévis-Saint-Nom település Franciaországban, Yvelines megyében. Lakosainak száma 1610 fő (2022. január 1.). Lévis-Saint-Nom Coignières, Dampierre-en-Yvelines, Les Essarts-le-Roi és Le Mesnil-Saint-Denis községekkel határos.

## Népesség
A település népességének változása:
| Lakosok száma | 1676 | 1630 | 1653 | 1604 | 1601 | 1600 | 1604 | 1607 | 1610 |
|               | 2013 | 2015 | 2016 | 2017 | 2018 | 2019 | 2020 | 2021 | 2022 |